# 裝甲惡鬼村正
《裝甲惡鬼村正》是Nitro+於2009年10月30日發售的日本成人遊戲，Nitro+開業10週年紀念作，以刀劍、鎧甲、機械人、反英雄為賣點。作品中的主要登場人物是Nitro+有史以來最多，如包含次要角色的話則會超過300人。鎧甲型兵器「劔胄」則有45種和1種非正式劔胄，全部被製成3D。

## 故事簡介
寄宿著靈魂的鎧甲――劔胄。裝備著世界最強兵器劔胄的人被稱為武者，能夠獲得在空中飛翔、斬斷鋼鐵的力量。
在六波羅幕府所統治的極東島國‧大和，流傳著關於裝備著白銀的劔胄的武者。不斷進行著無差別殺戮的武者銀星號。對於虐殺了許多人們的魔王的畏懼，逐漸地在大和傳播開來。
而有一位與銀星號對立的武者。裝備著如血一般紅色的劔胄――村正，背負著宿敵‧銀星號的同時，那把刀也斬殺了進行著邪惡計畫的代官與連續殺人犯之類的人。但是他並沒有打著正義的名號。要說為什麼的話，因為他所裝備的劔胄勢洲右衛門尉村正，是過去將大和變成地獄，受到詛咒的劔胄。
――這並不是英雄的故事。不需要立志成為英雄的人。

## 登場人物

### 主角&女主角
湊斗景明
故事主角，外表陰沉，性格冷靜，非正式的警察。一直追尋著「銀星號」和找回失去的野太刀。
村正（聲：須本綾奈）
被稱為「妖甲」，景明的劔胄，千子右衛門尉村正作品。能以紅色蜘蛛的形態行動。
綾彌一條
憎恨六波羅的女學生。有著異常強烈的正義感。
正宗
相州五郎入道正宗。被稱為天下第一名物的知名劔冑。經過數百年被收藏著不用，經由雪車町一藏之手交到一條的手中。
大鳥香奈枝（聲：吉川華生）
GHQ資料管理科所屬的軍人。擅長演奏大提琴的細眼女性。幫新田雄飛占卜並勸其離開鎌倉但遭拒絕。
足利茶茶丸
六波羅四公方之中最年少的，在政治方面開明的堀越公方。有著殺了父親奪取其地位的過去。
除了在幕府方面的活動外，還有著抱持個人目的的行動。擁有常人所沒有的特殊知覺，尤其對於「聲音」方面特別敏感。在關於劔胄方面也有著很深的造詣。
湊斗光
景明的義妹。湊斗家的巫姬，統的親生女兒。

### 其他主要人物
菊地明堯（聲：祭大！）
鐮倉警察署署長。景明的非正式上司，擔任親王的顧問。心中有著強烈正義感的警察。
湊斗統（聲：奏雨）
湊斗家的巫姬。景明的養母。在本篇的時間點已不在人世。
永倉紗代（聲：千代鈴）
香奈枝的隨從老婦。
雪車町一藏
地方官與GHQ的中間人。

### 第一編登場人物
新田雄飛
為朋友著想的少年，與來栖野小夏、稻城忠保、飾馬律友好，現住於小夏家中，正和小夏、忠保一起尋找失蹤的律。
來栖野小夏
來栖野家獨生女，傲嬌，仰慕鈴川令法。
稻城忠保
學業、運動皆優，分析力強，對劔胄感興趣。
鈴川令法
雄飛的班主任，受學生歡迎。
真改
井上和泉守國貞作品。以蜈蚣的形態行動。
飾馬律
雄飛他們的朋友，性格輕浮，某天忽然失蹤。

## 用語及設定
劔胄
世上最強兵器，主要由鎧甲構成，亦包括身上的刀等。舊形「真打」的性能比新形「數打」強，但因真打需要鍛冶師自身生命作材料而非常珍貴，相反數打則不需鍛冶師的生命，可大量製造。真打中的少數名作擁有「陰義」，通常是決勝用的王牌。

## 漫畫作品
『装甲悪鬼村正 鏖』(原作：ニトロプラス 劇本：山本賢治 作畫：廣瀬周 中文版由長鴻出版社代理)
『装甲悪鬼村正 魔界編』(原作：ニトロプラス 劇本：後藤みどり（Production I.G）作畫：銃爺 中文版由東立出版社代理)

## 外部連結
- 遊戲官方網站（页面存档备份，存于）
- Nitro+